# 산청향교
산청향교(山淸鄕校)는 대한민국 경상남도 산청군 산청읍 지리에 있는 조선시대의 향교이다. 1983년 8월 6일 경상남도의 유형문화재 제224호로 지정되었다.

## 개요
향교는 훌륭한 유학자를 제사하고 지방민의 유학교육과 교화를 위하여 나라에서 지은 교육기관이다
조선 세종 22년(1440)에 처음 지어진 후 전쟁으로 여러 차례 불탄 것을 영조 31년(1755)에 원래의 위치인 이곳에 다시 짓고 그 후 여러 차례 보수했다.
건물의 배치는 앞쪽에 공부하는 곳인 명륜당과 동·서재가 있고 뒤쪽에 사당 출입문인 내삼문과 사당인 대성전이 위치하는 전학후묘의 형태이다. 그러나 특이한 것은 내삼문의 계단이 직선이 아닌 ㄴ자로 되어있고, 명륜당 뒤의 대성전도 약간 비틀어져 위치하고 있다.
조선시대에는 토지와 전적·노비 등을 받아 학생들을 가르쳤으나 갑오개혁(1894) 이후 제사만 지내고 있다. 이곳은 여러 가지 제사기구, 술잔, 선비옷 등의 유물들이 보관되어 있어 당시의 생활양식을 잘 알 수 있는 유서 깊은 곳이다.

## 참고 자료
- 산청향교 - 국가유산청 국가유산포털